# Vovciîțk, Manevîci
Vovciîțk (în ucraineană Вовчицьк) este un sat în comuna Kostiuhnivka din raionul Manevîci, regiunea Volînia, Ucraina.

## Demografie
Componența lingvistică a localității Vovciîțk
     Ucraineană (100%)
Conform recensământului din 2001, toată populația localității Vovciîțk era vorbitoare de ucraineană (100%).